# Wild Butterfly
「Wild Butterfly」（ワイルド・バタフライ）は2012年4月4日にリリースされたaccessの20thシングル。発売元はDarwin Record。

## 概要
累計売上は0.6万枚を記録し、オリコン週間インディーズチャートでは3作連続で初登場1位を獲得。同年間インディーズチャートでは30位にランクインした。本作の発売に先駆けて、2012年3月から4月にかけて行われた「access 20th Anniversary CLUB TOUR 2012 -minimum CLUSTER-」において、収録曲のリミックス版が配布されており、福岡、広島、大阪公演では、GARIのYOW-ROWがリミックスを手掛けた「Wild Butterfly -Digital Spider Remix-」が、名古屋、仙台、札幌公演では、SOUL'd OUTのShinnosukeがリミックスを手掛けた「Beyond the Second-D. -S'capade Remix-」が、東京公演ではagraphの牛尾憲輔がリミックスを手掛けた「ChaOs GrAdatioN -External Re-Sync-」が配布された。

## 収録曲
1. Wild Butterfly
  - 作詞：貴水博之　作曲・編曲：浅倉大介
2. Beyond the Second-D.
  - 作詞：井上秋緒　作曲・編曲：浅倉大介
3. ChaOs GrAdatioN
  - 作詞：貴水博之　作曲・編曲：浅倉大介

## 収録アルバム
- 『Secret Cluster』
  - #1(Album ver.)
  - #2,3
- 『Re-Sync Cluster』
  - #1(Digital Ageha re-sync style)
  - #1(Digital Spider Remix)
  - #2(S'capade Remix)
  - #3(External Re-Sync)